# Cussonia arborea
Cussonia arborea là một loài thực vật có hoa trong Họ Cuồng cuồng. Loài này được Hochst. ex A.Rich. mô tả khoa học đầu tiên năm 1848.